# Zöllner-Denkmal

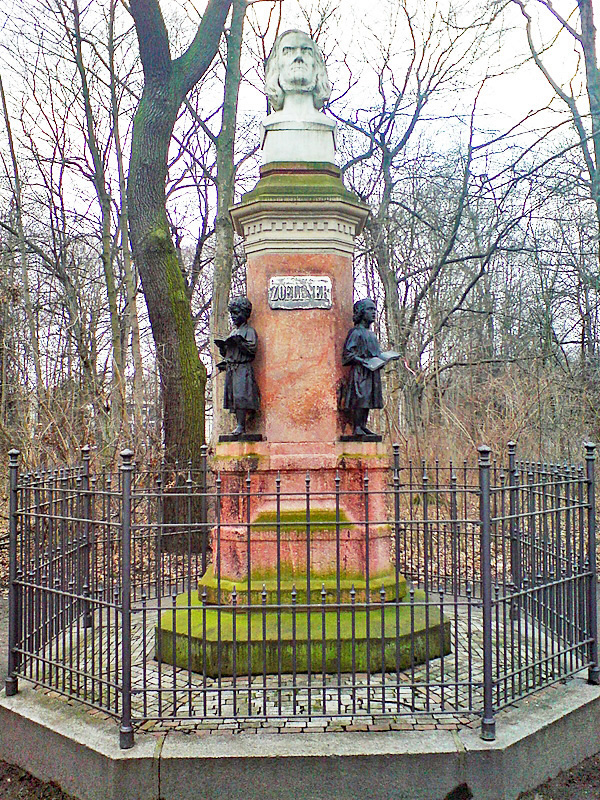
Das Zöllner-Denkmal (2007)

Das Zöllner-Denkmal steht im Rosental in Leipzig und erinnert an den Komponisten und Chorleiter Carl Friedrich Zöllner (1800–1860). Es steht unter Denkmalschutz.

## Lage und Gestalt
Das Denkmal steht an einem Fußweg im südöstlichen Teil des Rosentals, ehemals mit freiem Blick auf die Rosentalwiese, inzwischen aber von Bäumen umgeben.
Auf einem mehrfach gestuften Sockel aus Rochlitzer Porphyr mit kunstvollem Sandsteinabschluss erhebt sich aus weißem Marmor die überlebensgroße Büste des Geehrten mit ernstem Gesichtsausdruck. In halber Höhe des Sockels stehen an den vier Ecken als Hinweis auf das Schaffen Zöllners fast einen Meter hohe Chorknaben mit Liederbüchern. Ein schlichtes, inzwischen fast unleserliches Schild „ZOELLNER“ lässt den unwissenden Betrachter weitestgehend im Unklaren. Ein Ziergitter um das Denkmal nimmt die achteckige Form des Sockels auf.

## Geschichte

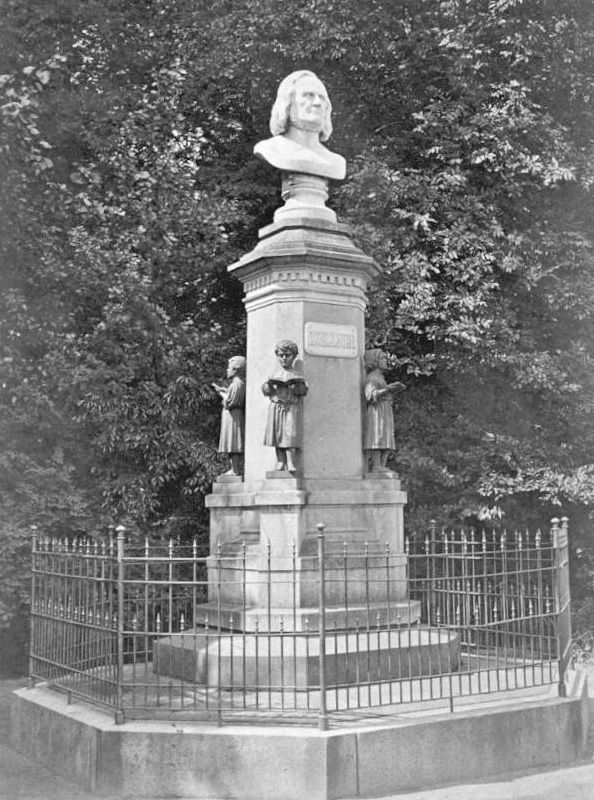
Das Denkmal 1881

Die von Zöllner initiierten Leipziger Männergesangvereine hatten sich 1861, ein Jahr nach Zöllners Tod, zum Zöllnerbund zusammengeschlossen. Dieser organisierte 1868 die Errichtung eines Denkmals für den zu Lebzeiten in Leipzig und seiner weiteren Umgebung äußerst bekannten und beliebten Chorleiter. Den Denkmalsauftrag erhielt der Leipziger Bildhauer August Hermann Knaur (1811–1872). Das Denkmal wurde am 24. Mai 1868 nach einer Weiherede des Komödiendichters Roderich Benedix (1811–1873) feierlich enthüllt.
Nach über 70 Jahren war die Marmorbüste stark verwittert. Deshalb fertigte 1944 der Leipziger Bildhauer Paul Stuckenbruck (1868–1947) eine Kopie an. Dabei wurde auf das bisherige zierliche, runde Postament der Büste zugunsten eines massiven Blocks verzichtet, was den Gesamteindruck des Denkmals schmälert. Die neue Büste wurde am 17. März 1950, dem 150. Geburtstag Zöllner aufgestellt.
1996 wurde eine der Knabenskulpturen aus der Verankerung gerissen und zerschlagen, aber im gleichen Jahr ersetzt. Auch das Ziergitter wurde rekonstruiert.
Im Dezember 2016 wurden drei der Chorknaben von Metalldieben gestohlen. 2017 ließ die Stadt die Figuren der Chorknaben durch Kopien aus Kunststoff ersetzen.
Das Zöllner-Denkmal ist eine Station des Radwanderweges Notenrad, der musikbezogene Stätten in Leipzig mit landschaftlichen Aspekten verbindet.
Unweit hiervon befindet sich der Zöllnerweg.